# PC-8800シリーズ
PC-8800シリーズは、1981年（昭和56年）から日本電気（NEC、後に日本電気ホームエレクトロニクスへ移管）が販売していた、パーソナルコンピュータ「PC-8801」及びその周辺機器のシリーズ名である。1980年代当時パソコン御三家の筆頭格と謳われたシリーズの一つである。

## 概要
シリーズの初代機であるPC-8801は、1981年（昭和56年）9月22日にPC-6001と同時に発表され、同年12月に発売された。同じNECの8ビットパソコンであるPC-8001の上位互換機種であり、縦400ライン表示可能なビジネス用途もターゲットとした最上位機種という位置付けだった。当時は『I/O』や『マイコンBASICマガジン』などプログラム投稿雑誌やエニックスの賞金付ゲームコンテストも盛んになっていた。1982年（昭和57年）にPC-9801が発売されると、PC-8001ソフトとの両活用でホビーユースに対応した人気機種というポジションにシフトし、日本電気ホームエレクトロニクスへ移管された後に発売されたPC-8801mkIISRで、その位置づけを決定的にした。
PC-8800シリーズはNECの半導体開発部門（電子デバイス事業グループパーソナルコンピュータ事業部）が開発しており、情報処理部門（情報処理事業グループ小型システム事業部）が開発した16ビットパソコンのPC-9800シリーズとは販売戦略が異なっていた。
累計出荷台数は、1989年（平成元年）3月末時点で約94万台、同年9月時点で約96万台出荷されている。

## ハードウェアの特徴
基本仕様
当時のNEC社内での開発コードは「PCX-02」で、PC-8801の前身となる機種PC-8001の仕様をほぼ全て継承しつつ、新しい機能を追加する上位互換を実現していた。
以下はPC-8801及びPC-8801mkIIの仕様である。

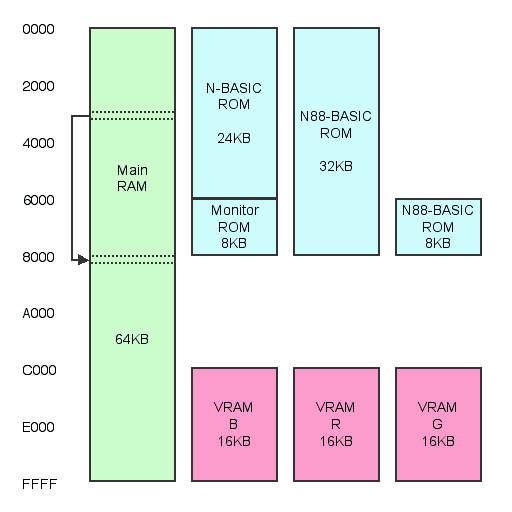
PC-8801及びPC-8801mkIIのメモリマップ

- CPU μPD780C-1（Z80A 4MHz相当）
- 搭載メモリ容量合計184KB
  - RAM（メインメモリ） 64KB（4KBのテキストVRAM領域を含む）
  - N88-BASIC ROM 40KB
  - 機械語モニタ ROM 8KB
  - N-BASIC ROM 24KB
  - 漢字ROM（オプション、PC-8801mkIIでは標準実装）
  - グラフィックVRAM 48KB（16KB×RGB3プレーン）
- グラフィック画面解像度（PC-8044家庭テレビ用カラーアダプタによりカラーテレビを使用可）
  - 640×200ドット / 8色（ドット単位に指定可） 1画面
  - 640×200ドット / モノクロ 3画面（COLOR@コマンドによりテキストキャラクター単位でカラー表示可）
  - 640×400ドット / モノクロ 1画面（高解像度カラーディスプレイ使用時、COLOR@コマンドによりテキストキャラクター単位でカラー表示可）
- テキスト表示
  - 80文字×25行、80文字×20行、40文字×25行、40文字×20行（いずれかを選択可）
  - リバース、ブリンク、シークレット（キャラクタ単位に指定可）
  - 表示領域転送には、DMAコントローラを使用し、モードごとにテキストVRAMアドレスが変更される。
- BASIC
  - N88-BASIC
  - N-BASICモードに切替え可
- インタフェース
  - モノクロCRT（コンポジット出力、ライトペン対応）
  - カラーCRT（RGBセパレート出力方式、DINコネクタ）
  - オーディオカセット（600ボー / 1200ボー）
  - プリンタポート（セントロニクス規格に準拠）
  - シリアルポート（RS-232C規格に準拠、D-sub25ピン）

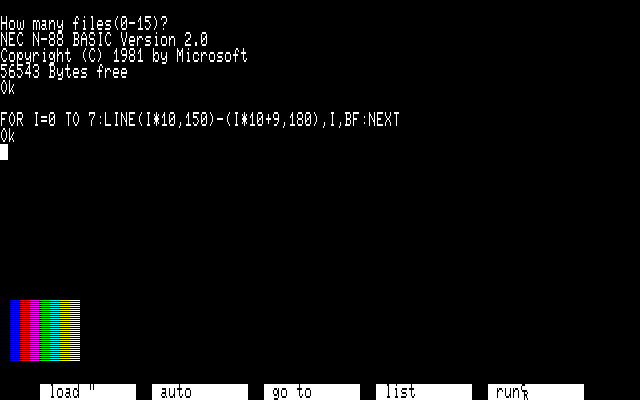
起動後にLINE命令でカラー表示

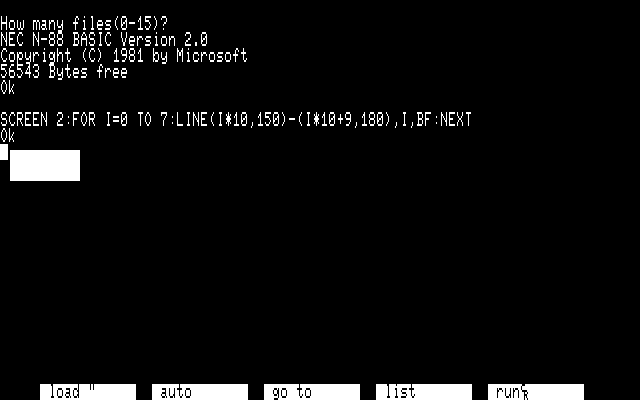
400ライン表示はモノクロ

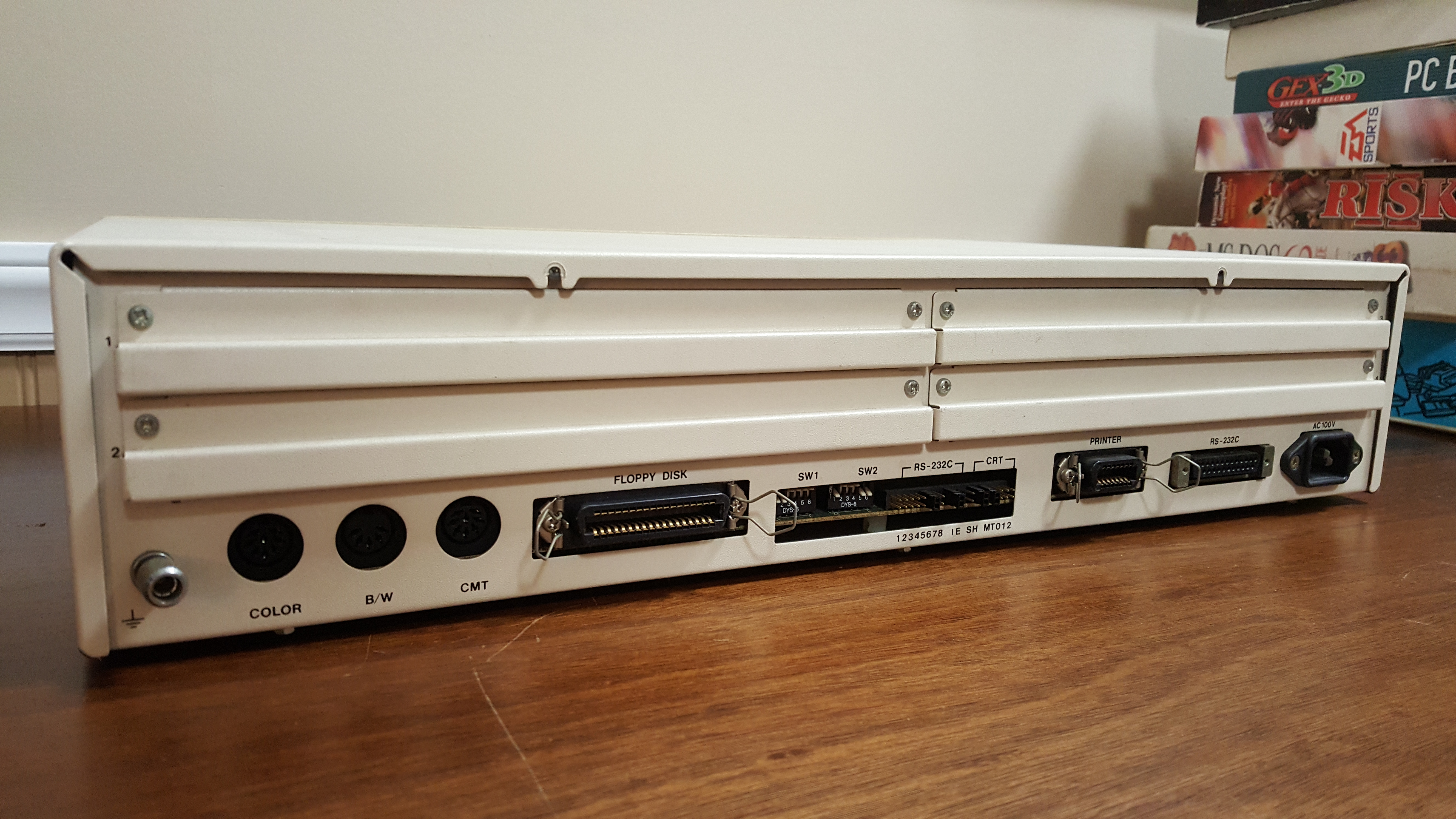
PC-8801背面の拡張スロット

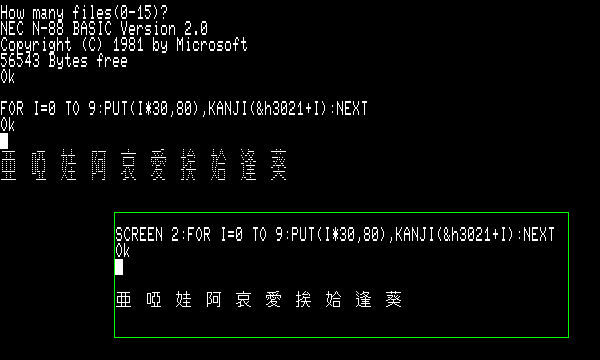
PUT関数での漢字表示（緑枠は400ラインモード）

  - ミニフロッピーディスク

メモリ構成
搭載メモリ容量は合計184KBであり、Z80Aで直接扱えるメモリ容量（最大64KB）を越えていたため、バンク切り換えの手法が用いられた。N88-BASICの通常モードにおいて、アドレス0000H（Hは16進数を表す）から7FFFHまではN88-BASIC ROM（容量32KB）が割り当てられた。一方0000Hから7FFFHまでのメインRAMにはBASICプログラム（テキストエリア）が格納されていたが、ROMに隠れてCPUから直接アクセスできないため、任意の1KBを8000Hから83FFHまでの領域に割り当て直してアクセスする方法（テキストウィンドウ）が採られた。8400HからFFFFHまでの31KBにはメインRAMが割り当てられ、変数データやANK文字表示用メモリ、N88-DISK BASICのディスクコードなどが格納された。このメモリ構成により、当時の8ビットパソコンとしては異例の最大32KBのBASICプログラムを実行することができた。ちなみに、本来のアドレス8000Hを割り当てると、隠しメモリとして使用できた。
200ライン表示
RGBそれぞれ0%と100%の二階調を組み合わせて8色（0:黒、1:青、2:赤、3:マゼンタ、4:緑、5:シアン、6:黄色、7:白）のカラー表示を行っていた。この方式は後に登場した「アナログRGB」との比較で「デジタルRGB」と通称された。カラーパレット切り替え機能により8種類のパレット番号（0-7）を上記の8色から選んで任意の色に対応させることができた。また、モノクロ3ページのモードも存在し、例えば1ページ目のみを表示しながら非表示となっている2ページ目に描画をすることができた。
400ライン表示
モニター出力の水平同期周波数が15kHzと24kHzに対応し、400ラインの表示が可能となった。縦横比のドットピッチ間隔がほぼ同じになったため、漢字フォントの表示でも隙間を感じないよう精細に出来るようになり、日本語表示を必要とするビジネスマシンとしても使用できるようになった。
文字表示
PC-8001と同等のANK文字表示用ハードウェアが残されており、グラフィック画面の上に合成表示が可能になっていた。フォントをハードウェア的に展開するこの仕組みは文字表示についてVRAMへのデータ転送量が軽減されるため、ANK文字は高速表示が可能だった。このような構成は後のPC-9800シリーズにも継承され、日本語表示も可能な形で実装されている。
ROMに内蔵されたソフトウェア
内蔵のROM-BASICは、N88-BASICを新たに採用した。PC-8001互換のN-BASICには、本体のモードスイッチかBASICの拡張命令（NEW ON命令）で本体を一旦リセットすることで切り替えて使用した。機械語モニタには簡易的なアセンブラと逆アセンブラの機能が含まれていたが、Z80ではなくIntel 8080の文法である。そのため、Z80にて追加された機械語命令は、逆アセンブル時に???と表示された。
キーボード
本体はキーボードと本体部分のセパレート型となり、拡張ボードを本体に内蔵できるようになっていた。キーボードはパラレル入力で、同時押しもできたが、SHIFTやCTRLなどを除いてダイナミックスキャンの回り込み防止用のダイオードは入っていない。
キーボード（オプション PC-8801-KI）
新入力方式日本語ワードプロセッサPCWORD-Mに同梱されているキーボード。PCWORD-Mの動作に必要な増設RAMボード PC-8801-02N はPCWORD-M に同梱されている。
フロッピーディスク
ミニフロッピーディスクインタフェースを標準装備しており、5.25インチ1D（片面倍密度）、2D（両面倍密度、約320Kバイト）の外付けFDDが使用できた。DISK-BASICとしてN88-DISK BASICが用意されていた。また、8インチフロッピーディスクインタフェースボードを介する事で、8インチ2D（約1Mバイト）の外付けFDDが使用できた。
PC-8001/PC-8801シリーズでは、5.25インチFDDは日本向けの「インテリジェントタイプ」と呼ばれる方式と海外向けのDMAを介してCPUで制御する方式があった。日本向けインテリジェントタイプは、ドライブ側にFDD制御用CPU（Z80系列）を搭載し、本体とFDDとの間でパラレルインタフェース（i8255互換）によりデータ転送を行っていた。日本向けインテリジェントタイプの純正品として PC-8031-2W/PC-80S31 などがある。
サブCPU側にプログラムを転送することで、FDD操作以外の計算処理も可能になっており、この特徴は後継機でも引き継がれている。FDDアクセスルーチンへのパッチや、演算処理の部分的な肩代わりをさせるソフトウェアもあった。また、CPUがPIO転送を行う機種とは異なり、転送そのものに多くのメインCPUリソースを必要としない他、割り込みを止めずにアクセス処理が行えるため、音源が搭載された後継機では、BGMを鳴らしたままでのデータアクセスを可能にしていた。
なお、8インチFDDは、本体CPUからDMAによる直接制御となり、より高速な転送が可能である。I/F形式はPC-9801と同一であるため、PC-9801用の5.25インチ2HDドライブや、3.5インチ2HDドライブを接続し、使用することも可能である。
拡張スロット
PC-8801の特徴の一つである拡張スロットの仕様が公開されていたため、個人でも拡張ボードの自作が可能であり、ユニバーサル基板も販売されていた。個人でのハードウェア工作のほか、工作機械や制御機器を製造していたメーカーが専用インタフェースの拡張ボードを各々作成し、ロボット、機器などの制御用にも多く利用されていた。後に、これらの分野を視野に入れた物がFC-98シリーズへ、またRS-232Cで制御可能な物がPC-8200シリーズへと受け継がれていくことになる。
オプション
漢字ROMボードを使用することで、N88-BASICのコマンドレベルでグラフィック画面に漢字を表示できた。後にN88-漢字BASIC（後期はN88-日本語BASIC）も用意された。その他にMIDIインタフェースとPSG×2（8オクターブ6重和音）を搭載した「ミュージックインタフェースボード（型番：PC-8801-10）」、μPD8086（i8086互換）8MHzと128KBのRAMを搭載し、MS-DOS Ver1.25を使用できる「16ビットカード（型番：PC-8801-16）」なども販売されていた。

## 歴史

### 400ライン表示可能なビジネス機、PC-8801
PC-8801は別売ながら漢字ROMを用意したことで、「マイレター」、「文筆」、「ユーカラ」などのいくつかの日本語ワープロソフトがPC-8801用に開発された。これらは後にPC-9801対応版も登場し、パソコンソフト市場に日本語ワープロソフトのジャンルを確立することになった。NEC自身も「ユーカラ」を自社ブランドで「日本語ワードプロセッサ」として発売したが、こちらは失敗に終わっている。PC-8801は1983年11月までに17万台が出荷された。
1983年に登場した後継機、PC-8801mkIIでは、FDDを2基本体に内蔵可能とし、縦置きも可能な新しい筐体を採用した。また、キーボードは人間工学に基づいたステップスカルプチャー方式が採用された。8801mkII以降の機種はFDDが本体内に内蔵可能となったため、内蔵FDD制御用サブCPUとしてμPD780C-1（Z80A相当、4MHz）とサブCPU用RAMが搭載された。漢字ROMが標準搭載されるようになり、ブザーがスピーカーに置換されると共に、従来のBEEP音のほかに、BASICからCMD SINGで利用可能なI/Oポートを制御することで、ソフトウェア的にパルスを生成できる単音の音源が追加され音程を奏でることが可能になった。

N-88BASICでのグラフィック描画（V1モードのイメージ）

上記の2つの機種（後にPC-8800シリーズでは旧機種として分類される）は、テキスト画面の描画サイクルのDMA動作でメインCPUの処理が一時停止する等のハード仕様のため、動作速度やグラフィックの描画などが遅く、テキスト画面の表示を無効にし表示タイミングを無視して書き込む「高速モード」もあったものの、表示によるレスポンスを必要とするリアルタイムゲームでは、その恩恵を受けられなかった。
PC-8801登場時の1981年はコンピュータゲームの黎明期にあたり、アクションゲーム（略称：ACG）・ロールプレイングゲーム（略称：RPG）・シミュレーションゲーム（略称：SLG）・アドベンチャーゲーム（略称：AVG）の各ジャンルに分かれて発展していくこととなる。PC-8801の歴史はゲームの歴史でもあると言われるが、このうちアクションゲームは初期のPC-8801にとって不向きと言われた分野で、プログラマーが腕を競う激戦区ともなった。エニックスが開催したプログラムコンテストでは、ドアを開け閉めして敵を閉じ込める『ドアドア』が優秀賞を受賞している。
このPC-8801mkIIからPC-8801mkIIFR/MRまで、CMキャラクターに武田鉄矢が起用された。

### ホビー志向となったPC-8801mkIISR以降
ホビーマシンとしてのPC-8800シリーズの地位を確立した後継機種が、1985年（昭和60年）1月に登場したPC-8801mkIISRである。主にグラフィック機能とサウンド機能が強化され、強化されたハードウェアに対応するために、従来のN-88BASIC（本機以降、N-88BASIC V1と呼称）を機能拡張したN-88BASIC V2が搭載された。
グラフィック機能では、640×200ドット/512色中8色のアナログRGBへと発色数が強化され、ALUを搭載し、GVRAMの論理演算を伴うRGB3プレーン同時アクセスを可能にするなど、グラフィックス処理に対するCPUの演算負荷を軽減する仕組みが用意された。GVRAM（グラフィックVRAM）は48KBのままで、従来のデジタルRGB端子も引き続き使用できた。また、テキストVRAM4KBをメインメモリから独立させ、GVRAMにサイクルスチールを採用し、旧機種ではシステム速度の負荷となっていたバス調停による速度低下を抑えた。
この拡張グラフィック機能はV2モードと呼ばれ、以前のものをV1モードと呼んで区別し、本体のモードスイッチでN-BASIC/V1S/V1H/V2の4つのモードを切り替えて使うようになった（V1S：互換、V1H：高速）。前述のアナログパレットの追加に伴い、初期化の状況によって、V1モードのプログラムはV2モードでは色が正しく表示されない事があったが、正しく初期化して両モード対応のソフトを書くことも可能だった。
サウンド機能では、ヤマハの音源チップYM2203が搭載され、FM音源3音+SSG3音のサウンド機能を新たに標準装備。BEEP音のみだった旧機種から表現力を大幅に向上させた。旧機種用にもFM音源は「サウンドボード（型番：PC-8801-11）」として用意されたが、I/Oポートアドレスは異なり互換性は無い。内蔵音源とはI/Oポートアドレスが異なることから併用は可能になっており、ボード付属の拡張BASICでFM6重和音の演奏が可能となった。また、数は少ないが初代・mkIIでFM音源ボードに対応したソフトが発売されている。この機能拡張に伴い、ソフトウェアメーカーによって多くのソフトウェアが作られ、同人ゲームソフトやCG・サウンド集といった、在野の活動も促す形となった。しかし、V2モード専用とは別にV1モード用がリリースされたものや、V2モード用のものにパッチを当てると動作するソフトがあったものの、V1モードで動作するプログラムは市場からは早々に衰退することとなった。
同年9月発売のPC-8801mkIITRでは、SRと同一筐体の横に電話機・モデム・NCU（網制御装置）を一体化したモデム電話を装備した。ただし、このモデムの通信速度は全二重通信300bpsと低く、当時このパソコンをレビューした雑誌『ログイン』においてさえも「将来を考えると、通信速度が遅すぎるのではないか?」と指摘されるなど、実験的な要素が目立つ機種だった。
同年11月には、SRをマイナーチェンジしたPC-8801mkIIFR/MRが発売された。FRはSRの廉価版であり、下位の8ビット機種（PC-8001mkIISR, PC-6601SR, PC-6001mkIISR）の後継機を廃止する代わりにこれらのユーザー層を取り込む役割があった。MRにおいては、2HDと2Dの読み書きに両対応したFDD、JIS第2水準漢字まで含んだ漢字ROMを搭載するなど、当時の8ビット機種としては高い機能が盛り込まれた。ソフトウェア的な互換性は維持されていたものの、2Dと2HD/2DDではヘッドのトラック幅の違いがあることから、2HD/2D兼用ドライブで書き込んだ2Dディスクが2D専用ドライブで読めないことや、コピープロテクト対策や極限ともいえる容量までディスクを使用することが多かったゲームソフトの中には動作しないものがあるなど注意喚起されたが、実際の市場では大きな問題になっていない。N-BASIC切り替えスイッチとランプが削除されたが、N88V1モードのBASIC起動後に「NEW ON 1」と入力することでN-BASICに切り替わる。バンク切り換え方式（NEC標準バンク増設方式）の128KBの拡張メモリが標準装備されたラインナップもMRが初であり、拡張メモリが標準搭載されたモデルが発売されたことで、対応するアプリケーションも増加した。バンク切り換え方式のメモリは、純正では128KBの「増設RAM ボード（型番：PC-8801-02/PC-8801-02N）」が売られており、設計上の仕様としては、最大512KBの空間を管理できるようになっている。NEC標準バンク増設方式を拡張して最大4MB（128バンク×32KB）まで拡張できる1MBバンクRAMボード、2MBバンクRAMボードがアイ・オー・データ機器から発売されているが、実際にディスクキャッシュなどとして活用するのは標準搭載された128KB迄という実装が多く見られ、積極的に活用されたとは言い難い。88VAの互換モード時の64KB以上のメモリは、このバンクメモリとして認識する。
このほか、MRには文節変換が可能なN88-日本語BASIC、FRには熟語変換が可能なN88-日本語BASICが標準搭載された（model 10は別売）。また、このFR/MRから拡張スロットの数が減らされたり、MRのデータレコーダ用インタフェース（カセットテープインタフェース）削除など、不要な機能の削減が意識されるようになった。同時期の他のメーカー製品でもグレードを分ける戦略が見られたが、最上位機種は拡張端子類をフル装備にする等、考え方の違いが表れている。mkII/SR/FR/FHまでは、FDD無しのmodel 10、FDD1台のみのmodel 20が用意され、NEC純正の増設FDD以外に、旧機種からFDDを移植したり、バルク品のFDDを搭載して安価にアップグレードすることもできた。

### 更なる高速化と高機能化
1986年（昭和61年）11月には、PC-8801FH/MHが登場した（型番からmkIIの文字が消えたのはこのモデルから。本体の外観デザインは初代PC-8801に倣ったものとなっている。）。CPUがZ80H相当のμPD70008AC-8に変更され、クロック周波数は4MHzと8MHzに切り替え可能となり、処理速度の更なる向上が図られた。本体とキーボードのデザインも一新され、設定用のディップスイッチは消えてメモリスイッチとなり、付属キーボードは設定メニュー表示用に「PC」キーが追加され、日本語入力用にスペースキーを三分割して変換キーに割り当てられるなど大幅に更新された（同時期のPC-9800シリーズよりキー数が多い）。後にFHには筐体が黒色のモデルも発売された。なお、PC-8801FH/MHには、「サウンドボード2」を装着するための専用カバーと専用スロットが存在する。
旧機種の弱点だった部分を補強して機能と処理速度を向上させていったSR以降のシリーズは、SR発売当初に登場したアクションゲーム『テグザー』をはじめ、FM音源による音声合成を実現した『シルフィード』『ぎゅわんぶらあ自己中心派』、RPGでは『イースシリーズ」や『ハイドライド3』『ソーサリアン』『ドラゴンスレイヤー英雄伝説』など、SLGでは『スーパー大戦略』や『三國志II』などのシリーズを生んだ。この頃にはPC-8800シリーズが次第に8ビットパソコン市場で一人勝ちの様相を呈するようになり、ゲームソフトが優先的に発売されるほか、PC-8801mkIISR以降用だけで発売されたタイトルも存在するようになった。
なお、N-BASICモードが製品仕様から外れたことによりモードスイッチから削除され、この仕様の違いから、N-BASICモードから起動する一部のPC-8801版ゲームソフトで起動しないものがある。N-BASICモードはV1Sモードの4MHz設定でキーボードから「N80」を押してリセットすることで起動するようになった。また、他メーカー機種のAV機能の向上に合わせて、65536色（B：5ビット、R：5ビット、G：6ビット）同時表示が可能となる「ビデオアートボード（型番：PC-8801-17）」もオプションで用意された。「N80」リセットの際、グラフィックスメモリの初期化が行われないことを利用し、市販ソフトの画面を取り込むツールにも利用された。
1987年（昭和62年）3月4日のPC-88VA（後述）発売後の、同年10月15日に発売されたPC-8801FA/MAでは、音源チップをスーパーシンセサイザーIC・YM2608に変更し、サウンド機能がステレオFM音源6音+リズム6音+SSG3音+ADPCM音源1音へと大幅に強化された。同機能を、VA、FH/MHやそれ以外の旧機種に対応させるために「サウンドボード2」と呼ばれる拡張ボードが用意された。FA/MAに標準搭載されたYM2608のI/Oポートアドレスは従来のYM2203と同じアドレスだったため、V2モード専用ソフトはそのまま利用することができた。PC-8801/mkII/SR/TR/FR/MR用「サウンドボード2（型番：PC-8801-23）」のYM2608のI/Oポートアドレスは別のアドレスに割り当てられたため、一部のソフトウェアでは増設された音源が正しく認識・演奏されないものがある。FH/MH用「サウンドボード2（型番：PC-8801-24）」及びFE/FE2用「サウンドボード2（型番：PC-8801-25）」は、専用スロットに装着することで内蔵音源と置き換わるように設計されている。また、メインメモリのウェイトをOFFに設定出来るようになったほか、MAでは辞書ROMを512KB搭載して連文節変換機能を実現したほか、学習機能等を持った日本語エディタも付属した。
しかし、1987年（昭和62年）にはシャープの新世代ホビー機X68000が登場し、88の王座は揺らぎ始めた。次期主要機として投入したPC-88VAの営業的失敗もあって、PC-8800シリーズは斜陽の時代に入ることとなる（MSXとゲーム専用機を除く全ての8ビットパソコンがその役割を終えたともいえる）。ホビーユースにおいてもPC-9800シリーズの本格的なシフトを始める等、NECはPC-8800シリーズを整理し、ハイエンド志向だったPC-9800シリーズのラインアップを見直して需要に応えていった。
1988年（昭和63年）には、家庭用テレビに接続可能なビデオ出力端子を搭載したPC-8801FEが用意された。このFEでは徹底的な機能削減を図り、BASICは添付されず、汎用拡張スロットも削除され、音源もYM2203が標準となっている。一方で、これまでの流れを汲むPC-8801MA2も用意された。これらの機種では、モニタメモリの種類を選択するスイッチは起動時にキーボードを押して選択するようになり、V1/V2のモード切替スイッチはメモリスイッチに取り込まれた。このメニューにより画面がクリアされるため、MA2/FEでは、V1SモードからのN80リセットは可能だが、これを利用したV2モード時の画面取り込みは出来ない。
なお、FH/MHからFE/MA2/VA2/VA3まで、CMキャラクターに斉藤由貴が起用された。
1989年（平成元年）にPC-98DO（後述）を挟んで登場したPC-8801MCでは、縦置きデザインの筐体になると共に、システムの起動も可能なCD-ROMドライブが装備された。このドライブはPCエンジンのCD-ROM²と共用のものであり、CD-ROMドライブ非搭載のModel 1では流用して搭載することが可能だった。旧機種向けに「CD-ROMインタフェースセット（型番：PC-8801-31）」も用意されたが、使用のための価格的なハードルや、容量のみで解決する問題が少ないこと、BASIC等からの制御や、CD-ROMを作成する手段が当時の一般ユーザーには無いこともあり、PC-8800シリーズでは、CD-ROM自体が普及しなかった。それらの状況や、既にPC-8800シリーズ自体が末期ということもあり、実際にPC-88シリーズ用に提供されたCD-ROMの市販ソフトウェアは『MIRRORS（ミラーズ）』など数えるほどにとどまっていたが、日本ファルコムや光栄のソフトウェアの一部が、BGMにサウンドトラックのCDを使えるように対応している。同時期にPC-8801FE2も発売された。MC/FE2ではメモリアクセスノーウェイト動作の8MHzHモードが追加された。N80リセットがV2モードからも可能になり、画面の初期化が省略されることによって画面の取り込みも再度可能になった。FR/MR以降、本体前面に記載される型番表記はPC-9801シリーズと同様にゼブラ文字となったが、MHからMA2までは「2HD」表記（VA3は「2HD+2TD」）が付いたり、MA2/FE2/VA2&3のような後継機は形式名を全表記するなど、9801に比べてアピール度が高いものとなっている。
広告には松下進のキャラクターが起用された。純粋な8800シリーズはこのMCで終了となったが、MSXを除く他社の8ビットPCに比べて1年遅くまで新製品が投入された。88アーキテクチャを持つ機種は1990年（平成2年）10月に登場したPC-98DO+（後述）が最後となる。

### Z80互換モードを持つハイブリッドV30マシン、PC-88VA

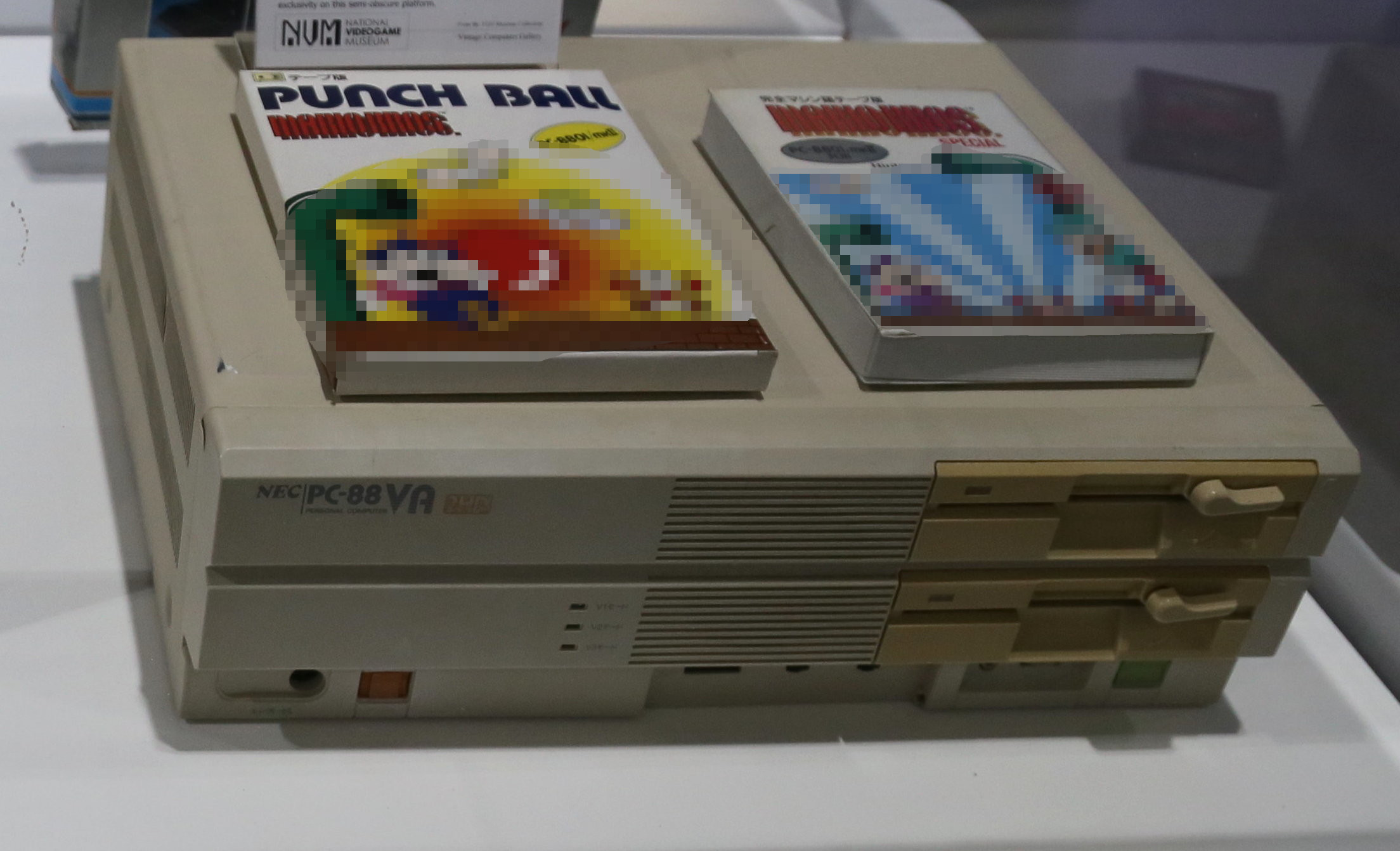
PC-88VA

PC-8800シリーズは、他社に先駆けてCPUクロックの高速化などを行っていたものの、8ビットCPUを使用する以上、基本性能の向上はほぼ限界に達しつつあった。1987年（昭和62年）3月4日に発売された PC-88VAでは、NEC独自の16ビットCPU、μPD9002（8MHz、V50のカスタム品）を採用し、メインメモリは512KBを備え、大幅な性能向上を図った上位機種である。外観でもFDDを横並びからPC-9800同様の縦並びとし、筐体も大きくなった。このCPUはV30としての動作に加え、8ビットCPU・μPD70008AC互換のモードを持っており、従来のPC-8800シリーズのV1/V2モードのソフトウェアの大部分が互換モードで動作可能だった。
VDPの搭載により640×400ドット/256色や640×200ドット/65536色、スクロール機能・複数画面の合成 といった強力なグラフィック機能、4096色中16色・サイズ最大256×256ドットで最大同時表示32枚のスプライト機能などを備えた。OSにも、MS-DOSVer.2とシステムコールが概ね互換である独自OS、NEC PC-Engineを搭載していた。このOSではN88-日本語BASIC V3が動作し、N88-DISK BASICのディスクもファイルフォーマットを自動判別して読み込めた。また、高機能化したハードウェアをサポートするBIOSがROM内に整備された。プロセッサ等、共通項はありながらこれらの実装はPC-9800シリーズとは非互換であり、MS-DOSに依存したソフトウェアなど、共用できるソフトウェアはごく一部に限られた。但し、システムプログラムを二つ持ち、PC-8800シリーズではなく、PC-9800シリーズと同じパッケージでリリースされ、V3モードで動作するソフトウェアも存在する。
拡張スロットは、PC-9800シリーズのCバスと物理的には互換性があるものに変更されたが、前述のようにBIOSはじめ、基本的な実装の相違からPC-9800シリーズ用拡張ボード上のROM及びデバイスドライバ類は利用することは不可能であり、公式には非互換の独自スロットである。但し、非公式ではあるがPC-9800シリーズ用の増設RAMボードやSASI、SCSIインタフェースを増設することができ、88VA用のデバイスドライバやMSEなどのMS-DOSエミュレータ、PC-9801用ソフトへのパッチ等のソフトウェア的な改修、改造、開発により、その一部を利用することが可能だった。
また、背面にはコンポジット映像出力端子を持ち、15kHz出力モード時限定ではあるが、ゲーム画面をビデオ録画することも可能だった。
PC-88VAの後継機PC-88VA2/VA3では、ステレオFM音源（PC-8801FA/MAと同等）が採用されサウンド機能も強化された。また、V1/V2モード動作時の互換性の向上などの改善もおこなわれた。VA3では容量9.3MBの3.5インチ2TD（2DD/2HDのディスクの読み込みも可能）ドライブを搭載（VA/VA2にはオプションで用意）した。付属ソフトには「アニメフレーマー」が追加された。なお、初代VA用には「PC-88VAソフトウェアバージョンアップボード（型番：PC-88VA-91）」が用意され、辞書ROMと追加BIOS群の追加により、PC-Engineもバージョンアップ（V1.0からV1.1）でき、数値演算コプロセッサが装着できないこと以外は「サウンドボード2（型番：PC-88VA-12）」と併せてVA2とほぼ同等の機能にすることが可能になった。
1980年代の終盤になると、日本国内ではPC-9800シリーズの普及など、ビジネスの分野だけでなくホビーユースでも16ビット機への移行が加速していた。PC-88VAは、同時期のライバル機となるX68000やPC-9800シリーズおよびその互換機と比較された。X68000（369,000円）より安いがPC-9801UxシリーズやエプソンのPC-286シリーズと同等の価格設定、CPU速度やスプライト表示性能などがライバル機に劣る、V1/V2モードでの互換性が不完全、PC-9800シリーズと非互換など、突出した部分が少なく不利な状況に置かれた。結局、その性能を発揮する16ビット専用ソフトが揃わないままシリーズは二代目のVA2/VA3で打ち止めとなったが、PC-VAN内のVA-CLUBでは前述したようなMS-DOSエミュレータやフリーソフト、PC-9800シリーズ用のパッチなどが有志によって作成、頒布され一定の使用環境を提供していた。なお、PC-88VAシリーズの半角16ドットフォント（英数字などの8×16ドットフォント）はPC-9801とは異なり、かつての電子デバイス事業グループが開発・販売していたPC-100のフォントと同じである（「A」、「p」、数字の「0」などに特徴あり）。

### PC-98DOの発売及びPC-9800シリーズへの統合
PC-88VAの商業的失敗の後、NECは1989年（平成元年）6月にPC-8800シリーズとPC-9800シリーズの両方のソフトウェアが利用できる PC-98DOを発売して、市場シェアの維持を試みた。98DOではPC-8801MH相当の「88モード」とPC-9801VM11相当の「98モード」をモード切替スイッチで切り替えて使用可能だった。PC-88VAのV2モードでの互換性が不十分であったのに対し、PC-98DOではPC-8800シリーズのソフトが問題なく動作することが多い。また基本的にPC-9800シリーズに準じた筐体及びパーツ構成となったが、PC-8800との互換性を考慮しディスクドライブはPC-9800シリーズと異なりTEAC製を採用している。しかし、88モードではサウンドボード2相当の音源が搭載されておらず、アタリ仕様ジョイスティックやRS-232Cが使用出来ない、98モードではCPUがV30（8MHz/10MHz）しか搭載しておらず、当時の16ビット機として非力だったなどの問題があった。また、32ビット機の普及も始まる中、PC-8801FE2/MCの発売を挟んで1990年（平成2年）10月に発売したPC-98DO+では、CPUにV33A 16MHzを採用し、EGC、サウンドボード2相当音源を搭載するなど、それらの問題も解決させたものの、PC-8800シリーズとして新たに拡張された部分はなく、既存ユーザーへの買い替え需要を掘り起こすに至ってはいない。
一方で、NECはPC-9800シリーズをあくまでビジネスユースと位置付けてきたこともあり、多くの変数で煩雑な計算を要するシミュレーションゲームや相当のデータ容量を要する高解像度グラフィックを多用するアドベンチャーゲーム（特にアダルトゲーム）ではPC-9800シリーズへの移行が進んでいった。ほとんどのユーザーはそのままビジネス市場でも相当のシェアを占めていたPC-9800シリーズに、一部のゲーマーはX68000などに移行していった。1991年（平成3年）に次期98シリーズの試験機といえるPC-98GSの登場及び1992年（平成4年）のPC-9821初代機を経て、1993年（平成5年）にPC-9821シリーズへ本格移行するまでの間は、8ビットパソコンでも能力が充分なコンピュータRPGやアクションゲームなどでゲームが提供され続けた。この試みで一応の完成をみて、PC-8800シリーズは完結したものとなった。

## 機種一覧
PC-8800シリーズは、新機種の発売では上位互換を持たせ、特にPC-8801mkIISR以降の機種は、基本仕様は全く変わっておらず、また機能追加が行われる毎に旧機種にもそれと同等の機能を実現するための拡張ボードが提供され、徹底した互換性対策が行われている。PC-8000シリーズ互換のN-BASICモードを全ての機種で持っている他、コストや、使用頻度を考慮した結果、2HDドライブ搭載機で廃止されたデータレコーダ端子もオプションボードとして提供している。SR/FR/FHにはドライブ無しのモデル10も用意され、80シリーズや旧88シリーズの周辺/内蔵機器を利用した安価なアップグレードも可能であった。
SRでそれまでの旧機種モードと拡張モードをV1とV2に切り分けたことや、拡張ボードでは同等にならないCPUクロックの向上など、他機種ユーザーからは旧機種を切り捨ててきたようにも言われるが、上記の通り、それらのイメージよりもソフトウェア資産の継承、互換性については気を使った設計となっている。また、ALU搭載や8MHz機の投入、16ビット化の試みなどは、当時の競合機だったFM-7、X1、MSX等が、CPUの処理速度を据え置きにしたままグラフィックやサウンド機能を強化したことで処理が重くなってしまったことと対照的であるともいえる。
| 発売 年月                          | 発売 年月 | 機種名        | モデル        | 標準価格 （円） | 特徴 | 商品情報 |
| ---------------------------------- | --------- | ------------- | ------------- | --------------- | --- | -------- |
| 1981                               | 12        | PC-8801       | PC-8801       | 228,000         | 初代機。FDD・漢字ROMはオプション。汎用拡張スロットを4個持つ（8801では最多）。 |          |
| 1983                               | 11        | PC-8801mkII   | model 10      | 168,000         | FDD・第一水準漢字ROM内蔵、単音の音源（CMD SING）追加。 これ以降、model 10はFDドライブなし、model 20は2Dドライブ1基、model 30は2Dドライブ2基搭載。 左側面に縦置き用の脚があり、縦置き設置が可能。本体正面左下と右側面の2カ所にキーボード接続端子があり、縦置きと横置きの際に適切な位置で接続できる。                                                                                  |          |
| 1983                               | 11        | PC-8801mkII   | model 20      | 225,000         | FDD・第一水準漢字ROM内蔵、単音の音源（CMD SING）追加。 これ以降、model 10はFDドライブなし、model 20は2Dドライブ1基、model 30は2Dドライブ2基搭載。 左側面に縦置き用の脚があり、縦置き設置が可能。本体正面左下と右側面の2カ所にキーボード接続端子があり、縦置きと横置きの際に適切な位置で接続できる。                                                                                  |          |
| 1983                               | 11        | PC-8801mkII   | model 30      | 275,000         | FDD・第一水準漢字ROM内蔵、単音の音源（CMD SING）追加。 これ以降、model 10はFDドライブなし、model 20は2Dドライブ1基、model 30は2Dドライブ2基搭載。 左側面に縦置き用の脚があり、縦置き設置が可能。本体正面左下と右側面の2カ所にキーボード接続端子があり、縦置きと横置きの際に適切な位置で接続できる。                                                                                  |          |
| 1985                               | 1         | PC-8801mkIISR | model 10      | 168,000         | グラフィック機能を拡張したV2モード、FM音源（YAMAHA YM2203：OPN）を搭載。 この機種以降、背面のI/Oポートがアタリ規格（D-sub 9pin）になる。 縦置き設置の向きがmkIIと逆で、右側面に縦置き用の脚が付いている。キーボード接続端子は本体正面右下と左側面にある。FDDイジェクトレバーが左側にあるドライブを採用。                                                                             |          |
| 1985                               | 1         | PC-8801mkIISR | model 20      | 213,000         | グラフィック機能を拡張したV2モード、FM音源（YAMAHA YM2203：OPN）を搭載。 この機種以降、背面のI/Oポートがアタリ規格（D-sub 9pin）になる。 縦置き設置の向きがmkIIと逆で、右側面に縦置き用の脚が付いている。キーボード接続端子は本体正面右下と左側面にある。FDDイジェクトレバーが左側にあるドライブを採用。                                                                             |          |
| 1985                               | 1         | PC-8801mkIISR | model 30      | 258,000         | グラフィック機能を拡張したV2モード、FM音源（YAMAHA YM2203：OPN）を搭載。 この機種以降、背面のI/Oポートがアタリ規格（D-sub 9pin）になる。 縦置き設置の向きがmkIIと逆で、右側面に縦置き用の脚が付いている。キーボード接続端子は本体正面右下と左側面にある。FDDイジェクトレバーが左側にあるドライブを採用。                                                                             |          |
| 1985                               | 9         | PC-8801mkIITR | PC-8801mkIITR | 288,000         | SR model 30に全二重通信300bpsのモデム電話を左側面に設置。 モデム電話が付いたことにより横置き専用となり縦置き設置の脚は削除、左側面のキーボード接続端子は残っているがモデム電話に隠れて実質的に使用不可。 |          |
| 1985                               | 11        | PC-8801mkIIFR | model 10      | 99,800          | SRの廉価版、モードスイッチからNモード廃止。 NECの他の8ビット機種を整理（廃止）して生産面・販売面ともにコストダウンを図る。 この機種以降、Fシリーズは汎用拡張スロットを1個に削減、モノクロ出力端子、側面のキーボード接続端子を削除。FDDはTEAC標準仕様に戻る。 熟語変換が可能なN88-日本語BASICを標準添付（model 10は別売）。                                                           |          |
| 1985                               | 11        | PC-8801mkIIFR | model 20      | 148,000         | SRの廉価版、モードスイッチからNモード廃止。 NECの他の8ビット機種を整理（廃止）して生産面・販売面ともにコストダウンを図る。 この機種以降、Fシリーズは汎用拡張スロットを1個に削減、モノクロ出力端子、側面のキーボード接続端子を削除。FDDはTEAC標準仕様に戻る。 熟語変換が可能なN88-日本語BASICを標準添付（model 10は別売）。                                                           |          |
| 1985                               | 11        | PC-8801mkIIFR | model 30      | 178,000         | SRの廉価版、モードスイッチからNモード廃止。 NECの他の8ビット機種を整理（廃止）して生産面・販売面ともにコストダウンを図る。 この機種以降、Fシリーズは汎用拡張スロットを1個に削減、モノクロ出力端子、側面のキーボード接続端子を削除。FDDはTEAC標準仕様に戻る。 熟語変換が可能なN88-日本語BASICを標準添付（model 10は別売）。                                                           |          |
| 1985                               | 11        | PC-8801mkIIMR | PC-8801mkIIMR | 238,000         | モードスイッチからNモード廃止、2HDドライブ2基搭載。この機種以降の全機種に第二水準漢字ROM内蔵。 この機種以降、Mシリーズは128KBの増設RAMが標準搭載され、汎用拡張スロットを2個に削減、モノクロ出力端子、側面のキーボード接続端子、CMT端子が削除（拡張ボードで増設可）。 文節変換が可能なN88-日本語BASICを標準添付。日本語BASICでは128KBの増設RAM領域が使われ、BASICの高速化が図られた。 |          |
| 1986                               | 11        | PC-8801FH     | model 10      | 98,000          | FRに4/8MHzモード切り替え追加、ディップスイッチ廃止、大型キーボード採用。メイン基板がFH/MHと共通化。 4か月後にブラックカラーのmodel 30（B）を発売。 |          |
| 1986                               | 11        | PC-8801FH     | model 20      | 138,000         | FRに4/8MHzモード切り替え追加、ディップスイッチ廃止、大型キーボード採用。メイン基板がFH/MHと共通化。 4か月後にブラックカラーのmodel 30（B）を発売。 |          |
| 1986                               | 11        | PC-8801FH     | model 30      | 168,000         | FRに4/8MHzモード切り替え追加、ディップスイッチ廃止、大型キーボード採用。メイン基板がFH/MHと共通化。 4か月後にブラックカラーのmodel 30（B）を発売。 |          |
| 1986                               | 11        | PC-8801MH     | PC-8801MH     | 208,000         | MRに4/8MHzモード切り替え追加、ディップスイッチ廃止、大型キーボード採用、2HDドライブ2基搭載。 |          |
| 1987                               | 3         | PC-88VA       | PC-88VA       | 298,000         | 16ビット機。V2モードからさらにグラフィック機能やメモリを拡張したV3モード、独自OSのPC-Engine添付、2HDドライブ搭載（V3モードではDMA転送）。 |          |
| 1987                               | 10        | PC-8801FA     | PC-8801FA     | 168,000         | FHにサウンドボード2相当機能（YAMAHA YM2608：OPNA）搭載、メモリウエイトのOFFが可能。 この機種以降、全シリーズでCMT端子が削除（拡張ボードで増設可）、デジタルRGB端子削除、かつドライブ2基搭載モデルのみ発売。 |          |
| 1987                               | 10        | PC-8801MA     | PC-8801MA     | 198,000         | MHにサウンドボード2相当機能・512KBの辞書ROM搭載、メモリウエイトのOFFが可能、2HDドライブ搭載。 |          |
| 1988                               | 3         | PC-88VA2      | PC-88VA2      | 298,000         | VAの88互換性の改善、サウンドボード2相当機能搭載、2HDドライブ搭載。 |          |
| 1988                               | 3         | PC-88VA3      | PC-88VA3      | 398,000         | VAの88互換性の改善、サウンドボード2相当機能搭載、2HDドライブに加え、3.5インチ2TDドライブを搭載。 |          |
| 1988                               | 10        | PC-8801FE     | PC-8801FE     | 129,000         | FHの廉価版、TVへの出力が可能、モードスイッチ・拡張スロット廃止、サウンドボード2オプション、ディスクBASIC非添付。8MHzHモード追加。 |          |
| 1988                               | 10        | PC-8801MA2    | PC-8801MA2    | 168,000         | MAの後継機、モードスイッチ廃止、2HDドライブ搭載。この機種以降、MシリーズもデジタルRGB端子削除。 |          |
| 1989                               | 10        | PC-8801FE2    | PC-8801FE2    | 119,000         | FEの後継機、MCと同様に8MHzの高速化モードを追加。 |          |
| 1989                               | 11        | PC-8801MC     | model 1       | 169,000         | 88シリーズ唯一のCD-ROMドライブ搭載（model 1はオプション）の縦置き専用筐体。 MA相当の仕様に加え8MHzHモードを追加、2HDドライブ搭載。 PC-8801FA/MA以降電源ケーブルが直付けであったがMCは脱着式。 |          |
| 1989                               | 11        | PC-8801MC     | model 2       | 199,000         | 88シリーズ唯一のCD-ROMドライブ搭載（model 1はオプション）の縦置き専用筐体。 MA相当の仕様に加え8MHzHモードを追加、2HDドライブ搭載。 PC-8801FA/MA以降電源ケーブルが直付けであったがMCは脱着式。 |          |
| （その他・88機能を持つ他シリーズ） |           |               |               |                 | |          |
| 1989                               | 6         | PC-98DO       | PC-98DO       | 298,000         | モードスイッチにより98と88の切り替えが可能。88モードはMH程度の性能。88用拡張ボード使用不可。 |          |
| 1990                               | 10        | PC-98DO+      | PC-98DO+      | 278,000         | モードスイッチにより98と88の切り替えが可能。88モードはMA程度の性能。88用拡張ボード使用不可。 アタリ規格のマウスやジョイスティックはオプションのマウス変換コネクタ（PC-98DO/P-11）を装着することで使用可能。 |          |

## 周辺機器
PC-8800シリーズには、主にNECから多くの周辺機器が発売されていた。また、PC-8000シリーズやPC-6000シリーズ、PC-9800シリーズの一部周辺機器も、接続端子が同じだったため買い替えることなくそのまま流用という形で接続して使用できた。
| 型名           | 商品名                                          | 機能の詳細説明 |
| -------------- | ----------------------------------------------- | --- |
| PC-8801-01/01K | 漢字ROMボード                                   | PC-8801本体内に実装することにより、JIS第一水準の漢字2965文字と非漢字約700種が使用できる。 |
| PC-8801-02/02N | 増設RAMボード                                   | 128KBの増設RAMを搭載。NEC標準バンク増設方式（4バンク×32KB）。 |
| PC-8801-07     | 固定ディスクインタフェースボード                | 5インチ固定ディスクユニット（ハードディスク）接続用インタフェース搭載。SR以降の機種はV1Sモード（クロック周波数4MHz）のみ使用可能。 |
| PC-8801-10     | ミュージックインタフェースボード                | MIDIインタフェースとPSG×2を搭載。BASICの拡張命令で最大8オクターブ6重和音の演奏が可能。 |
| PC-8801-11     | サウンドボード                                  | FM音源（YAMAHA YM2203：OPN）搭載。PC-8801/mkII本体に実装することにより、SRと同じFM音源が使用できる。PC-8801-23/24との併用不可。 |
| PC-8801-12     | モデムボード                                    | 全二重通信300bpsのモデムボード。搭載することでTR相当の機能を実現。通信は添付のシステムプログラムを使用。 |
| PC-8801-16     | 16ビットカード                                  | μPD8086（i8086互換）8MHz及び128KB RAMと16ビットカード用に4KB・PC-8801用に8KBのブートROMを搭載。 別売のMS-DOS Ver1.25（PS88-111）が使用可能（PC-9800シリーズのMS-DOSアプリケーションは使用不可）。 |
| PC-8801-17     | ビデオアートボード                              | 本体の表示系とは別に320×200ドット・65536色表示が可能。また、ビデオ入力とのスーパーインポーズ、ビデオ出力による表示画面の録画が可能。 |
| PC-8801-18     | ビデオデジタイズユニット                        | PC-8801-17に接続することで、ビデオ画像をデジタイズしてパソコン画面に取り込むことが可能。 |
| PC-8801-21     | CMTインタフェースボード                         | CMT接続用。CMT用ケーブル（PC-8093相当）が添付。 |
| PC-8801-23     | サウンドボード2                                 | PC-8801/mkII/SR/TR/FR/MR用。汎用拡張スロットタイプ。PC-8801-11との併用不可。 |
| PC-8801-24     | サウンドボード2                                 | PC-8801FH/MH用。専用スロット（本体内コネクタ）に装着することで内蔵音源と置き換わる。PC-8801-11との併用不可。 |
| PC-8801-25     | サウンドボード2                                 | PC-8801FE/FE2用。専用スロット（本体内コネクタ）に装着することで内蔵音源と置き換わる。 |
| PC-8821        | 18ピン・ドットマトリックスプリンタ              | 18ピンヘッドにより、高印字品質が得られる。また、PC-8821-02漢字ROMボード（格納されているフォントは16x16ドット）を実装することにより、高速かつ鮮明な漢字プリントが行える。 |
| PC-8822        | 18ピン・ドットマトリックスプリンタ              | PC-8821に漢字ROMボードを標準搭載したもの。 |
| PC-8826        | カラープロッタプリンタ                          | 米沢日本電気（現・NECパーソナルコンピュータ米沢事業場）製。ボールペン（サインペン）記録方式、4色（黒・青・赤・緑）、80字/行、有効作画範囲 横199mm 縦277mm（10インチスプロケット孔付ロール紙使用時）、横180mm 縦237mm（カット紙、OHPシート使用時）、本体148,000円。PC-8826-P3 スプロケット孔付ロール紙1,200円、PC-8826-UM ユーザーズマニュアルが1,500円。漢字ボード、RS-232Cインタフェース、GP-IBインタフェースがオプションで用意された。 |
| PC-8834-2W     | PC-8031-2W用N88DISK-BASICシステムディスク       | N88DISK-BASICをスタートさせるための両面倍密度システムディスクと未使用のフロッピィディスクの2枚組。 |
| PC-8851        | 14インチ・モノクロ専用高解像度ディスプレイ      | 640×400ドットの専用高解像度モノクロディスプレイ。ブラウン管を利用。重量10Kg。 |
| PC-8853        | 14インチ・カラー専用高解像度ディスプレイ        | 640×400ドットの専用高解像度カラーディスプレイ。ブラウン管を利用。ドットピッチ0.31mm。215,000円。重量13.5Kg。 |
| PC-8853K       | 14インチ・カラー専用高解像度ディスプレイ        | 640×400ドットの専用高解像度カラーディスプレイ。ブラウン管を利用。ドットピッチ0.31mm。168,000円。重量13.5Kg。 |
| PC-8853N       | 14インチ・カラー専用高解像度ディスプレイ        | 640×400ドットの専用高解像度カラーディスプレイ。ブラウン管を利用。ドットピッチ0.31mm。168,000円。重量13.0Kg。 |
| PC-TV352       | 15インチカラーディスプレイテレビ                | 1986年発売、水平640（15.98/24.83KHz）×垂直200/400（61.4.62.4/55.4.56.4Hz）自動切換。ドットピッチ0.39mm。マルチシンク2モード対応。 |
| PC-TV353       | 15インチカラーディスプレイテレビ                | 1988年発売、水平640（15.98/24.83KHz）×垂直200/400（61.4.62.4/55.4.56.4Hz）自動切換。ドットピッチ0.39mm。マルチシンク2モード対応。 |
| PC-TV354       | 15インチカラーディスプレイテレビ                | 1989年発売、水平640（15.98/24.83KHz）×垂直200/400（61.4.62.4/55.4.56.4Hz）自動切換。ドットピッチ0.39mm。マルチシンク2モード対応。 |
| PC-TV451       | 15インチカラーディスプレイテレビ                | 1985年発売、水平640（15 - 17KHz/22 - 26KHz/29 - 34KHz）×垂直200/400（55 - 80Hz）自動切換。ドットピッチ0.31mm。マルチシンク3モード対応。 |
| PC-TV452       | 15インチカラーディスプレイテレビ                | 1986年発売、水平640（15 - 17KHz/22 - 26KHz/29 - 34KHz）×垂直200/400（55 - 80Hz）自動切換。ドットピッチ0.39mm。マルチシンク3モード対応。 |
| PC-TV453       | 15インチカラーディスプレイテレビ                | 1986年発売、水平640（15 - 17KHz/22 - 26KHz/29 - 34KHz）×垂直200/400（55 - 80Hz）自動切換。ドットピッチ0.35mm。マルチシンク3モード対応。 |
| PC-TV454       | 15インチカラーディスプレイテレビ                | 1989年発売、水平640（15 - 17KHz/22 - 26KHz/29 - 34KHz）×垂直200/400（55 - 100Hz）自動切換。ドットピッチ0.35mm。マルチシンク3モード対応。 |
| PC-TV455       | 15インチカラーディスプレイテレビ                | 1989年発売、水平640（15 - 17KHz/22 - 26KHz/29 - 34KHz）×垂直200/400（55 - 100Hz）自動切換。ドットピッチ0.31mm。マルチシンク3モード対応。 |
| PC-8881        | 8インチ標準フロッピィディスクユニット           | 2台の8インチ薄型ドライブを実装した標準フロッピィディスクユニット。1/2台目として使用する。インタフェースボードPC-8881 FDC8が付属。 |
| PC-8882        | 8インチ標準フロッピィディスクユニット（増設用） | 2台の8インチ薄型ドライブを実装した増設用標準フロッピィディスクユニット。3/4台目として使用する。 |
| PC-8886        | 8インチフロッピィディスク                       | 未使用の8インチフロッピィディスクが10枚入っている。 |

## エピソード
PC-8801は日本のロケットに深く関係している。主に、衛星追跡所などで近年まで使用され、打ち上げのロケット追尾から人工衛星の分離などの監視には欠くことのできない存在でもあった。故障率が判りにくくなおかつ故障箇所が見つけにくい最新のハイテクより、安定期に入ったローテクの方が良しとされたようである。
2007年（平成19年）1月に発売されたニンテンドーDS向けゲームソフト『世界樹の迷宮』では、前述の「イースシリーズ」『ソーサリアン』などで楽曲を提供していた古代祐三が、PC-8801FHからサンプラーで録音し、楽曲の中に組み入れる「サンプリング」という技法で録音されたFM音源の音色を中心に据えた楽曲を提供している。